# هاینریش فرایهر فن اشتاکلبرگ
هاینریش فرایهر فن اشتاکلبرگ (به آلمانی: Heinrich Freiherr von Stackelberg) (۳۱ اکتبر ۱۹۰۵ – ۱۲ اکتبر ۱۹۴۶) اقتصاددان آلمانی بود که مشارکت‌هایی در نظریه بازی و سازمان صنعتی داشت و به خاطر مدل رهبری اشتاکلبرگ شناخته شده‌است.
اشتاکلبرگ در مسکو در خانواده از اشراف آلمانی بالتیکی اهل استونی امروزی متولد شد. مادرش آرژانتینی اسپانیولی‌تبار بود. خانواده او پس از انقلاب اکتبر به آلمان گریختند و ابتدا در راتیبور و سپس در کلن سکنی گزیدند. او در دانشگاه کلن به تحصیل علم اقتصاد و ریاضی پرداخت. او پی اچ دی خود در اقتصاد را با پایان‌نامه ای با موضوع نظریه هزینه انجام داد. در سال ۱۹۳۴ هابیلیتاتیون را در خصوص ساختار بازار و تعادل انجام داد.
او استاد دانشگاه برلین و سپس دانشگاه بن شد. او در اثر لنفوما در ۱۹۴۶ درگذشت. اشتاکلبرگ عضو حزب ناسیونال سوسیالیست کارگران آلمان و از افسران اس‌اس بود. به هر روی ارتباطات او با بسیاری از آریستوکرات‌های ضد حکومت نازی آلمان (که بسیاری شان از اقوام نزدیکش بودند) بر سرحوردگی او از جنبش افزود تا حدی که در انتهای عمر دیگر از آن حمایت نمی‌کرد.